# まごころ (1973年のテレビドラマ)
「まごころ」は1973年4月6日から同年9月28日までTBS系列で放送されたテレビドラマである。全26話。

## 概要
竹脇無我を主演に、若い刑事の恋とその家族の愛をうたいあげた爽やかな大映テレビドラマ。刑事もの調を取り入れながら、ホームドラマ調に製作された作品。

## スタッフ
- 制作：大映テレビ、TBS
- 制作提携：タケワキプロダクション
- プロデューサー：春日千春、川口武夫、越前進 ほか
- ディレクター・監督：
  - 湯浅憲明（第1話）
  - 木下亮（第2・3・5・9・12・23各話）
  - 山本邦彦（第4・6・8・10・13・17・18・21各話）
  - 帯盛迪彦（第7・11・14・16・20・24各話）
  - 田中重雄（第15・26各話）
  - 手銭弘喜（第19・25各話）
  - 村瀬行光（第22話）
- 脚本：
  - 広沢栄（第1・3・5・8・23各話）
  - 窪田篤人（第2・4・6・7・10・11・12・24・25・26各話）
  - 向田邦子（第9話）
  - 千野皓司（第13・14・15・16・19・20各話）
  - 津田幸夫（第17・21各話）
  - 大西信行（第18話）
  - 山本邦彦（第22話）
- 音楽：山下毅雄
- ナレーター：矢島正明

## キャスト
- 竹脇無我（田沢信一 ＝ 刑事）
- 西郷輝彦（田沢義次 ＝ 新聞の社会部記者）
- 伴淳三郎（田沢祐吉）
- 大原麗子（小杉厚子）
- 加藤治子（田沢スミ）
- 風見章子（田沢スミ・加藤治子から交代）
- 富士真奈美（礼子 ＝ 信一と義次の姉）
- 前田吟（俊彦 ＝ 礼子の夫）
- 進藤英太郎（宅間 ＝ 祐吉のかつての同僚）
- 吉沢京子（宅間紅 ＝ 宅間の娘）
- 内田喜郎（小杉敬一 ＝ 厚子の弟）
- 松山英太郎（孝太郎）
- 武藤英司（青木課長 ＝ 信一の上司）
- 谷村昌彦（石月 ＝ 信一の先輩同僚）

## 主題歌
- 「俺たちの明日」（歌：西郷輝彦）
  - 作詞：山上路夫 / 作曲：山下毅雄 / 編曲：ボブ佐久間